# Альменара-де-Тормес
Альменара-де-Тормес (ісп. Almenara de Tormes) — муніципалітет в Іспанії, у складі автономної спільноти Кастилія-і-Леон, у провінції Саламанка. Населення — 303 особи (2010).
Муніципалітет розташований на відстані близько 190 км на північний захід від Мадрида, 16 км на північний захід від Саламанки.

## Демографія
Динаміка населення (INE ):

## Зовнішні посилання
- Провінційна рада Саламанки: індекс муніципалітетів [Архівовано 23 квітня 2009 у Wayback Machine.]
- Посилання на Google Maps